# Sagon
Sagon ist ein Arrondissement im Departement Zou im westafrikanischen Staat Benin. Es ist eine Verwaltungseinheit, die der Gerichtsbarkeit der Kommune Ouinhi untersteht.

## Demografie und Verwaltung
Gemäß der Volkszählung 2013 des beninischen Statistikamtes INSAE hatte das Arrondissement 17.414 Einwohner, davon waren 8574 männlich und 8840 weiblich.
Von den 40 Dörfern und Quartieren der Kommune Ouinhi entfallen zehn auf Sagon:
1. Adamè
2. Ahogo
3. Aïzè
4. Dolivi
5. Gakou
6. Hinvédo
7. Houédja
8. Ilaka-Ozokpodji
9. Odja-Idossou
10. Tévêdji